# Vicente Pazos Kanki
Vicente Pazos Kanki, nacido como Vicente Pazos Palacios (Ananea, Virreinato del Río de la Plata, actual territorio de Bolivia; 3 de octubre de 1779 - Buenos Aires, Argentina, c. 1852), fue un político, escritor, periodista y religioso, el cual tuvo participación en la política peruana, argentina y boliviana. En un libro publicado en Londres en 1811 Pazos Kanki se identificó como "indígena del Perú".

## Biografía

### Origen
Nació en Ananea (actual Bolivia), y sus padres fueron Buenaventura Pazos y Cecilia Palacios. Estudió con el párroco de su pueblo, en una pequeña iglesia, hasta sus catorce años, y posteriormente fue enviado al Seminario Franciscano en la ciudad de La Paz, para  estudiar teología y filosofía, donde aprendió el español y latín. Una vez terminados sus estudios viajó a Cusco para continuar su enseñanza en el Seminario Dominicano de San Antonio Abad, donde durante siete años estudió retórica, filosofía y teología, graduándose en 1804 con el grado de ‘Doctor en teología sagrada’.[cita requerida]
Vivió un tiempo en Chuquisaca, y luego viajó por Salta, Tucumán y Córdoba.

### La Revolución de Mayo
A fines de 1809 estaba en Buenos Aires, y al año siguiente apoyó la Revolución de Mayo. Se unió a los partidarios de Mariano Moreno y Manuel Belgrano. Desde noviembre del año siguiente escribió asiduamente en la Gazeta de Buenos Ayres, el periódico oficial. Apoyó al partido de Bernardino Rivadavia, y por ende al Primer Triunvirato. Sus artículos contra el supuesto motín de Álzaga fueron especialmente virulentos. Editó un segundo periódico, El Censor.
Al caer el régimen en octubre de 1812, juzgó prudente huir a Londres. Allí vivió cuatro años, informando al ministerio del exterior inglés lo que sabía de la evolución política argentina, y mantuvo estrecho contacto con Manuel de Sarratea, embajador en esa capital. Abandonó sus hábitos, y se dijo que se casó con una inglesa.
Regresó a Buenos Aires en 1816 y fundó la Imprenta del Sol con una imprenta que trajo, financiada tal vez por Sarratea. De allí salieron casi simultáneamente dos periódicos, republicano el uno y monarquista constitucional el otro. Era el primero La Crónica Argentina, redactada por Pazos Kanki, y el segundo El Observador Americano, redactado por el doctor Manuel Antonio Castro, según cuenta Bartolomé Mitre en su Historia de Belgrano. El padre de la historiografía argentina añade que a pesar de la relación fraterna entre los dos redactores, La Crónica Argentina fue la primera que inició resueltamente el debate, levantando en alto el lábaro republicano y rompiendo fuego sobre la bandera monárquica enarbolada por Belgrano y Güemes bajo los auspicios del Congreso, publicando un artículo en tono tan magistral que se impuso a la opinión como una fórmula de lo que todos veían, pensaban y querían. Hay artículos de periódicos que tienen la importancia histórica de un libro, y éste es uno de ellos. En dicho artículo y otros que le siguieron, Kanki ridiculizó la propuesta de coronar a un descendiente de los Incas, la tesis monárquica que más éxito tenía en ese momento, usando ironía y sarcasmo con inteligencia y fineza intelectual. La Crónica de Kanki publicó también la versión en aimara de la declaración de la Independencia. Un tercer periódico, El Censor, a cargo del publicista cubano José Antonio Valdés también terció en la polémica y, curiosamente, a partir del número 64, fue publicado en la misma Imprenta del Sol, pese a que las relaciones entre Valdés y Pazos eran mucho menos amistosas.

### El exilio
En 1817 se unió a los opositores del director Pueyrredón, junto con Manuel Moreno y Pedro José Agrelo, ambos partidarios de Manuel Dorrego. Fue expulsado en febrero de 1817 por orden de Pueyrredón, junto con ellos, y terminaron reuniéndose con Dorrego en Baltimore, Estados Unidos. En junio de 1817 forma parte de un grupo de revolucionarios al mando del corsario Luis Aury que ocupan la isla de Amelia, parte de la Capitanía General de Cuba. Junto al jurista venezolano Pedro Gual se encargó de redactar una constitución para la efímera República de Florida. De nuevo en Baltimore, en 1819 publicó en inglés sus Cartas sobre las Provincias Unidas, traducidas al inglés por Platt H. Crosby y dedicadas a Henry Clay, importante político estadounidense, buscando lograr el reconocimiento de la independencia de las excolonias españolas.Más tarde vivió en Lisboa, Madrid, París y nuevamente en Londres. En esta ciudad pasó casi todo el resto de su vida.
En 1825 editó un Compendio de la Historia de los Estados Unidos, en París. Más tarde tradujo y editó el Evangelio según San Marcos en idioma aymara.
En 1829, el presidente de Bolivia, el mariscal Andrés de Santa Cruz, lo nombró embajador en Londres, y retuvo ese cargo hasta la caída del aquel, en 1838. Llevó adelante una alianza entre su país e Inglaterra, que hizo que la influencia inglesa en Perú fuera mayor que nunca. Publicó un tratado defendiendo la formación de la Confederación Perú-Boliviana. Ese mismo año, se editó en Londres su traducción del Evangelio según San Lucas en aymara junto a la española del padre Scío de San Miguel.
En esos años editó sus Memorias Histórico Políticas, pero no eran sus memorias, sino un compendio de la historia de España, y del descubrimiento y conquista de América. Como era de esperar de un ilustrado del siglo XIX, acusaba de todos los crímenes y problemas existentes a todos los españoles.

### Regreso y final en Buenos Aires
Regresó a Buenos Aires en 1849, y se dedicó a publicar un libro francés sin importancia, y tuvo que vender sus libros para vivir. Presentó una memoria al Departamento de Policía, en que defendía la necesidad de un puerto artificial para Buenos Aires, la instalación del ferrocarril, mejoras en la provisión de agua potable, conducción de aguas pluviales y hasta de crédito público. Por supuesto, el problema que no preveía era que, para avanzar en casi todos esos terrenos, lo que faltaba era dinero. Su última publicación en la prensa era una divulgación sobre la navegabilidad del río Amazonas y la posible producción de oro de varios de sus afluentes.
Murió en Buenos Aires, seguramente en 1852.
Su muerte pasó completamente inadvertida, posiblemente por las varias crisis políticas y militares que sufrió la ciudad ese año: la batalla de Caseros, las sesiones de abril, la revolución del 11 de septiembre de 1852 y el sitio de la ciudad a partir de diciembre.

## Homenajes

### Argentina
- Una localidad en la provincia de Buenos Aires, en el partido de General Pinto, lleva su nombre.[7]
- Existe la Estación ferroviaria Pazos Kanki, ubicada en el paraje rural de Pazos Kanki, provincia de Buenos Aires.

### Bolivia
- En la ciudad de La Paz, una avenida lleva su nombre (Av. Pazos Kanki).[8]
- En la ciudad de La Paz, una fundación política lleva su nombre (Fundación Vicente Pazos Kanki).